# Bandar (geslacht)
Bandar is een kevergeslacht uit de familie van de boktorren (Cerambycidae). De wetenschappelijke naam van het geslacht werd voor het eerst geldig gepubliceerd in 1912 door Lameere.

## Soorten
Bandar omvat de volgende soorten:
- Bandar bituberosa (Fuchs, 1966)
- Bandar khooi (Hayashi, 1975)
- Bandar kurosawai Komiya, 2001
- Bandar pascoei (Lansberge, 1884)